# Богарра
Богарра (ісп. Bogarra) — муніципалітет в Іспанії, у складі автономної спільноти Кастилія-Ла-Манча, у провінції Альбасете. Населення — 1015 осіб (2010).
Муніципалітет розташований на відстані близько 240 км на південний схід від Мадрида, 55 км на південний захід від Альбасете.
На території муніципалітету розташовані такі населені пункти: (дані про населення за 2010 рік)
- Ель-Альтіко: 10 осіб
- Богарра: 730 осіб
- Каньядас-де-Ачес-де-Абахо: 21 особа
- Каньядас-де-Ачес-де-Арріба: 16 осіб
- Лас-Касас-де-Ачес: 23 особи
- Ла-Дееса-дель-Валь: 111 осіб
- Лас-Моедас: 54 особи
- Потіче: 43 особи
- Єгуарісас: 7 осіб

## Демографія
Динаміка населення (INE ):

## Галерея зображень

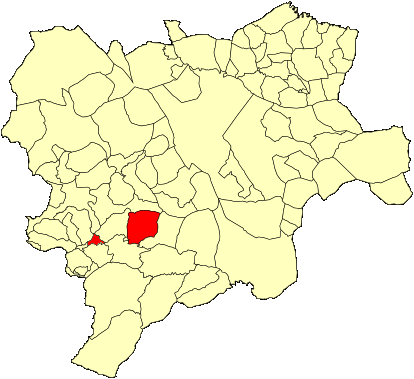
Розташування муніципалітету у провінції Альбасете
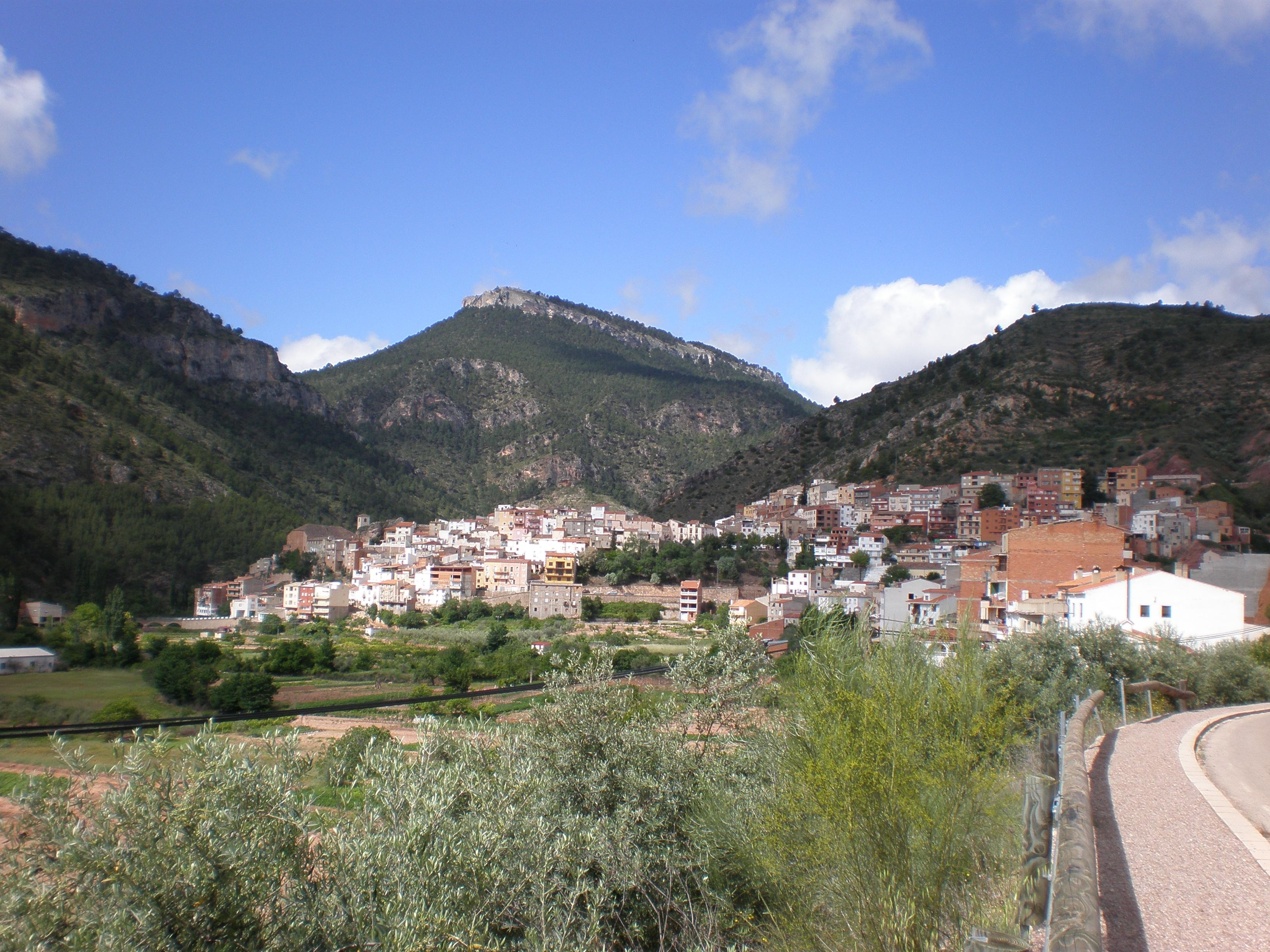
Богарра, на задньому плані - гора Падрасто (1503 м)
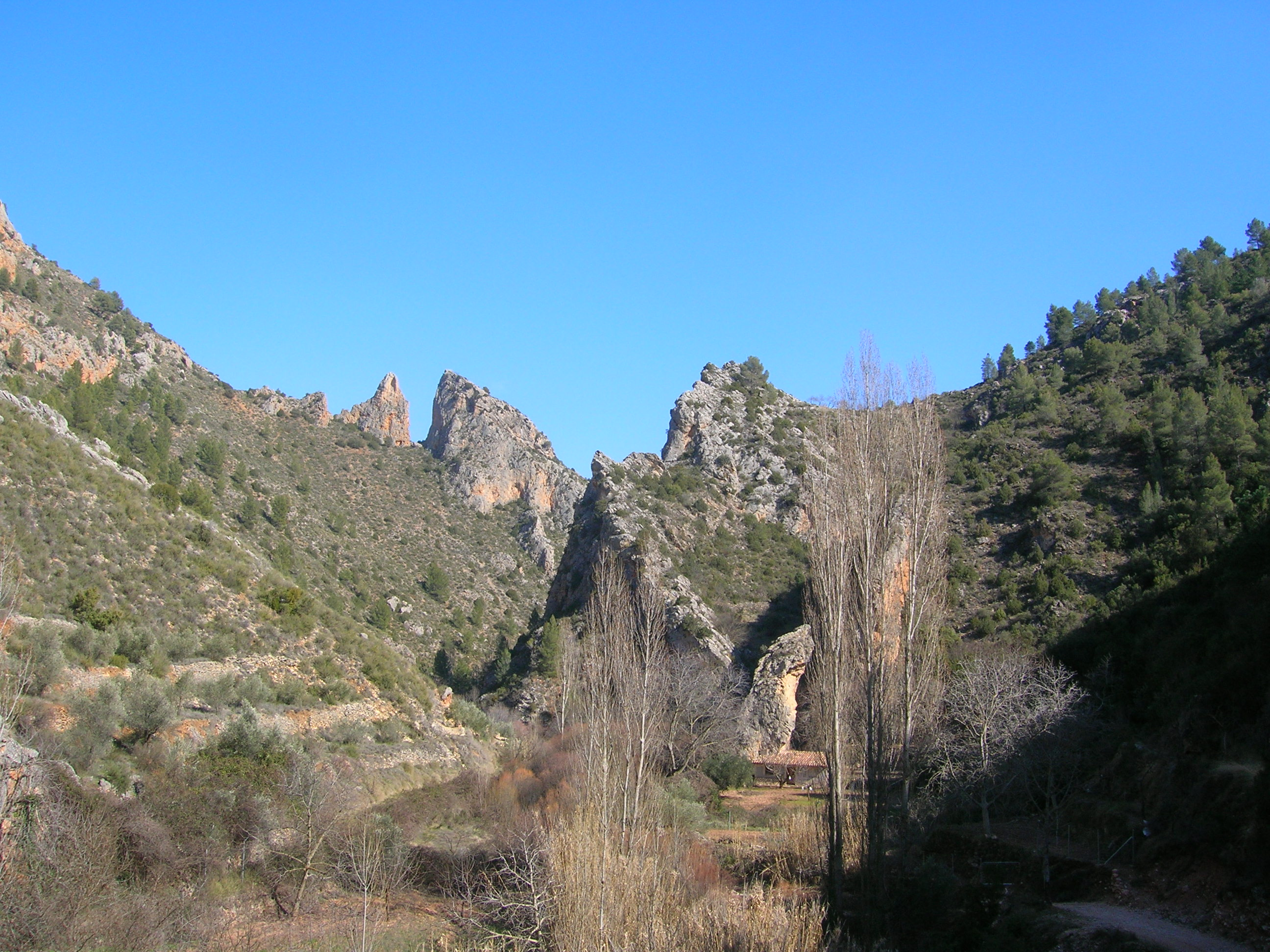
Річка Богарра